# Фердинандо II Медічі
Фердинандо ІІ Медічі (італ. Ferdinando (Fernando) II de' Medici; 14 липня 1610, Флоренція — 23 травня 1670, Флоренція) — 5-й великий герцог Тосканський. Володарював після свого батька Козімо II Медічі з 1621 до 1670 року.

## Життєпис
Народився у Флоренції. Став великим герцогом у 10 років. Тому фактично державою керувала його бабуся — Крістіна Лотаринзька до 1637 року.
За правління Фердинандо II позначився економічний та політичний занепад держави. У зовнішній політиці Тоскана перетворилася на малозначущу державу, з якою практично ніхто не рахувався.
Великі податки підірвали економіку країни. Основа держави — підприємці, торговці, ремісники опинилися розореними. Головні міста герцогства Тоскана — Флоренція, Піза, Ліворно, Сієна знаходилися у занепаді. У сільській місцевості основою стали бартерні розрахунки.
Водночас Фердинандо II приділяв велику увагу розвитку науки й техніки. Було засновано товариство Академія дель кіменто (Академія експериментів та дослідів), до якої долучені здібні вчені.
У 1641—1643 роках Тоскана взяла участь у війні за Кастро на боці герцогства Модена проти військ Папської держави. Ця війна суттєво підірвала фінансовий стан великого герцогства Тосканського.

## Особисте життя
З дружиною Вітторією у Фердинанда залишилося двоє дітей: Козімо та Франческо. Остання дитина була плодом короткочасного примирення, оскільки вони відчужили стосунки невдовзі після народження Козімо; Вітторія застала Фердинандо в ліжку з пажем, графом Бруто делла Молера. Насправді, сексуальні уподобання Фердинандо були переважно гомосексуальними.

### Родина
Дружина — Віторія делла Ровере (1622—1694), донька Федеріко, герцога Урбінського
Діти:
- Козімо (1642—1723)
- Франческо (1660—1711)